# Симфонический оркестр Радио и телевидения французского сообщества Бельгии
Симфонический оркестр Радио и телевидения французского сообщества Бельгии (фр. Orchestre Symphonique de la R.T.B.F., полностью Orchestre symphonique de la Radio-télévision belge de la Communauté française, первоначально Новый симфонический оркестр Радио и телевидения французского сообщества Бельгии) — бельгийский симфонический оркестр, радиоансамбль, базирующийся в Брюсселе. Образован в 1978 году в результате разделения единого Симфонического оркестра Бельгийского радио на франкоязычную и нидерландоязычную часть.
Помимо бельгийских концертов оркестр регулярно выступает в Германии и Франции, в 1988 г. дебютировал в США. Помимо постоянных дирижёров, с коллективом выступали и записывались, в частности, Хосе Серебрьер и Брайан Пристман, среди записей оркестра — произведения ведущих национальных композиторов-романтиков (Шарль Огюст де Берио, Сезар Франк и др.), а также получившая определённый резонанс Третья симфония Вильгельма Фуртвенглера.

## Руководители оркестра
- Эдгар Донё (1978—1984)
- Альфред Вальтер (1984—1987)
- Андре Вандернот (1987—1991)